# Christian Literature Crusade
Christian Literature Crusade (CLC, CLC International) – międzynarodowa ewangelikalna organizacja misyjna oddziałująca poprzez rozpowszechnianie literatury chrześcijańskiej, czemu służy m.in. prowadzenie ponad 180 księgarń. Główną siedzibę ma w Sheffield. Działa w 57 krajach świata i zatrudnia ogółem ponad 700 pracowników. W Polsce istnieje od 1993 jako Fundacja CLC, posiada księgarnię w Katowicach oraz Wydawnictwo CLC produkujące książki o tematyce religijnej.

## Historia
Organizacja powstała 1 listopada 1941 w Anglii z inicjatywy małżeństwa Ken i Bessie Adams. Jej pierwszym przedsięwzięciem było utworzenie wydawnictwa pn. The Evangelical Publishing House oraz księgarni w Colchesterze. W 1944 powstały oddziały w Australii i Kanadzie. Główną formą działalności niemal każdego oddziału CLC jest prowadzenie księgarń chrześcijańskich. Na początku XXI wieku CLC działa w 57 krajach, w tym w Polsce.

## CLC w Polsce
Polski oddział Christian Literature Crusade utworzony został 1993 w formie Fundacji CLC z siedzibą w Katowicach. W tym samym roku założono Księgarnię CLC w Katowicach przy ul. Wojewódzkiej 30, prowadzącą nieprzerwanie od tego czasu działalność polegającą na dystrybucji literatury chrześcijańskiej. W maju 2015 polskie CLC było organizatorem międzynarodowej konferencji reprezentantów CLC z różnych krajów kontynentu europejskiego.

### Wydawnictwo CLC
Fundacja CLC prowadzi Wydawnictwo CLC produkujące książki o tematyce chrześcijańskiej. Jej nakładem ukazały się m.in. następujące pozycje:
- Dietrich Bonhoeffer, Naśladowanie, tłum. Joanna Kubaszczyk, Wydawnictwo CLC, Katowice 2017 ISBN 978-83-64837-21-0
- Wilhelm Busch, 365 razy On, Wydawnictwo CLC ISBN 978-83-931204-6-8
- Wilhelm Busch, Jezus naszą szansą. Wszyscy jesteśmy synami marnotrawnymi, tłum. Elżbieta Budzisz, Wydawnictwo CLC, Katowice 2018 ISBN 978-83-64837-32-6
- Wilhelm Busch, Jezus naszym przeznaczeniem, tłum. Wanda Mlicka, Wydawnictwo CLC, Katowice 2015 ISBN 978-83-64837-04-3, Katowice 2018 ISBN 978-83-64837-35-7
- Fracis i Lisa Chan, Żyli wiecznie i szczęśliwie, Wydawnictwo CLC ISBN 978-83-64837-05-0
- Billy Graham, Jak narodzić się na nowo?, tłum. Konstanty Wiazowski, Wydawnictwo CLC, Katowice 2015 ISBN 978-83-64837-03-6
- Billy Graham Zbawienie moją nadzieją, Wydawnictwo CLC, Katowice 2014 ISBN 978-83-931204-9-9
- Billy Graham, Zbliżając się do domu. Jak żyć? Jak wierzyć? Jak dobrze bieg ukończyć?, tłum. Zbigniew Kasprzyk, Wydawnictwo CLC, Katowice 2015 ISBN 978-83-64837-06-7
- Irene Howat, 10 chłopców, którzy dokonali wielkich rzeczy, tłum. Monika Hartman, Wydawnictwo CLC, Katowice 2017 ISBN 978-83-64837-25-8
- Irene Howat, 10 dziewcząt, które dokonały wielkich rzeczy, tłum. Monika Hartman, Wydawnictwo CLC, Katowice 2017 ISBN 978-83-64837-26-5
- Josh McDowell, Cristóbal Krusen, Niezachwiany. Droga Autora od okrutnych wspomnień ku nieopisanej łasce, tłum. Rafał Orleański, Wydawnictwo CLC, Katowice 2018 ISBN 978-83-64837-31-9
- Josh McDowell, Sean McDowell, Zmartwychwstanie i Ty, tłum. Rafał Orleański, Wydawnictwo CLC, Katowice 2017 ISBN 978-83-64837-21-0
- Jaroslav Pelikan, Jan Sebastian Bach wśród teologów, tłum. Ewa Sojka, Wydawnictwo CLC, Katowice 2017 ISBN 978-83-64837-22-7
- Colin S. Smith, Niebo, jak się tu dostałem. Historia ukrzyżowanego przestępcy, tłum. Rafał Orleański, Wydawnictwo CLC, Katowice 2016 ISBN 978-83-64837-09-8
- John Stott, Duch Święty i ty. Odkryj Jego chrzest i napełnienie, tłum. Rafał Orleański, Katowice 2018 ISBN 978-83-64837-33-3
- John Stott, Radykalni uczniowie. Sercem oddani Chrystusowi, Wydawnictwo CLC, Katowice 2017 ISBN 978-83-64837-12-8
- Corrie ten Boom, Listy z więzienia. Jedyny kontakt ze światem zewnętrznym, tłum. Monika Hartman, Wydawnictwo CLC, Katowice 2016 ISBN 978-83-64837-08-1
- Corrie ten Boom, Wolna w niewoli. Historia wiary, która pozwoliła przetrwać obóz koncentracyjny, tłum. Monika Hartman, Wydawnictwo CLC, Katowice 2017 ISBN 978-83-64837-16-6
- Corrie ten Boom, Zadziwiająca miłość, Wydawnictwo CLC ISBN 978-83-931204-8-2
- Aiden W. Tozer, Poranki z Bogiem, tłum. Wilhelm Stonawski, Wydawnictwo CLC, Katowice 2017 ISBN 978-83-64837-15-9
- Tadeusz J. Zieliński, Protestantyzm ewangelikalny. Studium studium specyfiki religijnej, wyd. 2, Wydawnictwo CLC, Wydawnictwo Credo, Katowice 2014 ISBN 978-83-931204-9-9